# انقلاب مالي 2021
انقلاب مالي 2021 بدأ ليلة 24 مايو 2021 عندما أسر الجيش المالي الرئيس باه نداو، ورئيس الوزراء مختار أواني ووزير الدفاع سليمان دوكوري. أعلن عاصمي غوتا رئيس المجلس العسكري الذي قاد انقلاب مالي 2020، أنه تم تجريد نداو وأوان من سلطاتهما وأن انتخابات جديدة ستُجرى في عام 2022. وهذا ثالث انقلاب في البلاد في عشر سنوات، بعد الانقلاب العسكري في عامي 2012 و2020.

## خلفية
قبل تسعة أشهر من الانقلاب، وفي أغسطس 2020 أطاح تحالف عسكري بالرئيس إبراهيم بوبكر كيتا من السلطة. جاء ذلك بعد أشهر من الاضطرابات في مالي في أعقاب المخالفات في الانتخابات البرلمانية في مارس وأبريل واعتقال زعيم المعارضة سوميلا سيسي. في 18 أغسطس 2020 بدأ أفراد من الجيش بقيادة العقيد عاصمي غوتا والعقيد الرائد إسماعيل واغي في كاتي منطقة كوليكورو تمردًا. تم القبض على الرئيس كيتا ورئيس الوزراء بوبو سيسي، وبعد وقت قصير من منتصف الليل أعلن كيتا استقالته، قائلاً إنه لا يريد أن يرى أي إراقة دماء.
بعد استقالة كيتا، نيابة عن ضباط الجيش أعلن واغي تشكيل اللجنة الوطنية لإنقاذ الشعب، ووعد بإجراء انتخابات في المستقبل القريب. في 12 سبتمبر 2020 وافقت اللجنة على انتقال سياسي مدته 18 شهرًا إلى الحكم المدني. بعد فترة وجيزة تم تعيين باه نداو رئيسًا مؤقتًا من قبل مجموعة من 17 ناخبًا، مع تعيين غوتا نائباً للرئيس. تم تنصيب الحكومة في 25 سبتمبر 2020.
في 18 يناير 2021 أعلنت الحكومة الانتقالية أنه تم حل اللجنة، بعد أربعة أشهر تقريبًا من الوعد بموجب الاتفاقية الأولية.

## الانقلاب
تصاعدت التوترات بين الحكومة الانتقالية المدنية والجيش منذ تسليم السلطة في سبتمبر. أدى ذلك إلى قيام جنود متمردين باعتقال كيتا وسيسي تحت تهديد السلاح. دعت حركة إم 5 المعارضة التي قادت احتجاجات 2020 في مالي ضد كيتا، علنًا إلى حل الحكومة المؤقتة واستبدالها بحكومة «أكثر شرعية». في 14 مايو أعلنت الحكومة عن خطط لتشكيل حكومة جديدة «ذات قاعدة عريضة».
في 24 مايو وصلت التوترات إلى ذروتها بعد تعديل وزاري. في التعديل الوزاري لم تتغير سلطة الجيش على الوزارات الرئيسية، ولكن تم استبدال اثنين من قادة الانقلاب هما ساديو كامارا وموديبو كوني بإدارة نداو.
في وقت لاحق من ذلك اليوم أفادت عدة مصادر بتزايد النشاط العسكري، بما في ذلك السفارة الأمريكية في باماكو، رغم أن المدينة ظلت هادئة نسبيًا. أفاد العديد من الصحفيين أن ثلاثة قادة مدنيين رئيسيين هم نداو وأوان ودوكور كانوا محتجزين في قاعدة عسكرية في كاتي خارج باماكو.
في بيان تلفزيوني عام أعلن غوتا أنه تم تجريد نداو وأوان من صلاحياتهما لأنهما حاولا «تخريب» عملية الانتقال، التي قال غوتا إنها «ستمضي كالمعتاد». قال غوتا نائب الرئيس في الإدارة المؤقتة إنه كان ينبغي استشارته بشأن التغيير الوزاري، الذي وصفه بأنه خرق للميثاق الانتقالي الذي وضعه المجلس العسكري بعد الانقلاب. كما وعد غوتا بإجراء انتخابات جديدة في عام 2022.

## ما بعد الانقلاب
في 25 مايو بدأ الرئيس النيجيري السابق جودلاك جوناثان من المجموعة الاقتصادية لدول غرب أفريقيا في قيادة جهود الوساطة مع الجيش المالي. من الاحتجاز قدم نداو استقالته إلى غوتا في 26 مايو. أفرج الجيش عن نداو وأوان في 27 مايو.

## الاستجابة
أدان المجتمع الدولي الانقلاب.
سرعان ما أدانت الأمم المتحدة من خلال بعثة حفظ السلام التابعة لبعثة الأمم المتحدة المتكاملة المتعددة الأبعاد لتحقيق الاستقرار في مالي الانقلاب ودعت إلى الهدوء في جميع أنحاء البلاد. ودعا الأمين العام للأمم المتحدة أنطونيو غوتيريش إلى الهدوء والإفراج عن الأسرى. فيليكس تشيسكيدي رئيس جمهورية الكونغو الديمقراطية ورئيس الاتحاد الأفريقي «أدان بشدة أي عمل يهدف إلى زعزعة استقرار مالي». كما ندد وزير الخارجية الفرنسي جان إيف لودريان بالانقلاب قائلاً «إن فرنسا تدين بأكبر قدر من الحزم العمل العنيف الذي حدث في مالي أمس».
بالإضافة إلى ذلك أصدرت الأمم المتحدة والإيكواس والاتحاد الأوروبي والولايات المتحدة والاتحاد الأفريقي بيانًا مشتركًا يدين الانقلاب ويدعو إلى إطلاق سراح السياسيين. يقوم مسؤولو غرب إفريقيا بتقييم الوضع ووصفه بأنه «محاولة انقلاب». هدد الاتحاد الأوروبي ووزارة الخارجية الأمريكية بفرض عقوبات.